# Mundialito de Futebol de Praia
Der Mundialito de Futebol da Praia (portugiesisch für „Kleine Strandfußball-Weltmeisterschaft“) ist ein  Strandfußball-Turnier ausgewählter Nationalmannschaften, kurz Mundialito genannt. Das erste Mal wurde das Turnier 1994 am Strand von Copacabana in Rio de Janeiro ausgerichtet. Von 1997 bis 2004 wurde es am Stadtstrand Praia da Claridade im portugiesischen Figueira da Foz ausgetragen. Seit 2005 findet es in Portimão am Praia-da-Rocha-Strand an der Algarve statt.
Das Turnier wird vom FIFA-Partner Beach Soccer Worldwide (BSWW) ausgerichtet. Es wird von den teilnehmenden Mannschaften auch als Vorbereitung für die offizielle FIFA-Beachsoccer-Weltmeisterschaft genutzt.
Nach dem ersten Turnier 1994 in Brasilien wurde es erst wieder 1997 ausgespielt. Seit 1997 findet das Turnier jährlich in Portugal statt.
Brasilien hält mit 12 Meisterschaften unangefochten den Rekord. Dreimal hat Portugal das Turnier gewonnen (2003, 2008, 2009) und 1998 die USA.
Neben dem Mundialito richtet die BSWW seit 2011 den Mundialito de Clubes aus, die Strandfußball-Weltmeisterschaft der Vereine.

## Turniere
| Jahr | Sieger             | Zweiter   | Dritter            | Vierter                      | Wertvollster Spieler | Bester Torwart   | Torschützenkönig                  |
| ---- | ------------------ | --------- | ------------------ | ---------------------------- | -------------------- | ---------------- | --------------------------------- |
| 1994 | Brasilien          | Italien   | Vereinigte Staaten | Argentinien                  | -                    | -                | -                                 |
| 1997 | Brasilien          | Spanien   | Kanada             | Portugal                     | -                    | -                | -                                 |
| 1998 | Vereinigte Staaten | Peru      | Brasilien          | Portugal                     | -                    | -                | -                                 |
| 1999 | Brasilien          | Portugal  | Uruguay            | Frankreich                   | -                    | -                | -                                 |
| 2000 | Brasilien          | Portugal  | Frankreich         | Spanien                      | -                    | -                | -                                 |
| 2001 | Brasilien          | Portugal  | Spanien            | Frankreich                   | Amarelle             | -                | -                                 |
| 2002 | Brasilien          | Portugal  | Italien            | Argentinien                  | -                    | -                | -                                 |
| 2003 | Portugal           | Brasilien | Spanien            | Uruguay                      | -                    | -                | -                                 |
| 2004 | Brasilien          | Spanien   | Italien            | Portugal                     | Jorginho             | Roberto Valeiro  | Madjer                            |
| 2005 | Brasilien          | Portugal  | Frankreich         | Ukraine                      | Madjer               | Pierre           | Madjer                            |
| 2006 | Brasilien          | Portugal  | Argentinien        | England                      | Buru                 | -                | -                                 |
| 2007 | Brasilien          | Portugal  | Japan              | Schweiz                      | Madjer               | -                | -                                 |
| 2008 | Portugal           | Brasilien | Argentinien        | Frankreich                   | Madjer               | Mão              | Madjer                            |
| 2009 | Portugal           | Brasilien | Spanien            | Vereinigte Arabische Emirate | Madjer               | Mão              | Amarelle                          |
| 2010 | Brasilien          | Portugal  | Argentinien        | Vereinigte Staaten           | Madjer               | Mendoza          | Madjer, Daniel, Sidney, De Ezeyza |
| 2011 | Brasilien          | Portugal  | Mexiko             | Frankreich                   | Madjer               | Paulo Graça      | Belchior                          |
| 2012 | Portugal           | Spanien   | Deutschland        | Volksrepublik China          | Madjer               | Paulo Graça      | Madjer                            |
| 2013 | Spanien            | Portugal  | Italien            | Japan                        | Alan Cavalcanti      | Nuno Hidalgo     | Belchior, Llorenç                 |
| 2014 | Portugal           | Japan     | Ungarn             | Vereinigte Staaten           | Jordan Santos        | Nuno Hidalgo     | Belchior                          |
| 2016 | Brasilien          | Portugal  | Vereinigte Staaten | Volksrepublik China          | Belchior             | Christopher Toth | Lucão                             |
| 2017 | Brasilien          | Portugal  | Russland           | Frankreich                   | Rodrigo              | Mão              | Rodrigo, Mauricinho               |
| 2018 | Portugal           | Spanien   | Mexiko             | Japan                        | Jordan Santos        | Elinton Andrade  | Takasuke Goto                     |